# شیرین قربانی
شیرین قربانی (انگلیسی: Shireen Ghorbani؛ زادهٔ ۷ ژوئن ۱۹۸۱) سیاست‌مدار آمریکایی از ایالت یوتا است. وی یکی از اعضای شورای شهر شهرستان سالت‌لیک، یوتا و نماینده میلیون‌ها شهروند آن است. او در انتخابات سال ۲۰۲۰ برگزیده نشد و کرسی خود را با ۱۱۹۶ رأی کمتر، به رقیب جمهوری‌خواه خود «لوری استرینگهام» واگذار کرد که از ژانویهٔ ۲۰۲۱ جانشین او خواهد شد. وی همچنین در سال ۲۰۱۸ میلادی، در رقابت با کریس استوارت برای حوزه انتخابیه دوم یوتا شکست خورد.